# Intuitionismus
Intuitionismus bezeichnet unterschiedliche philosophische, mathematische und teilweise auch psychologische Positionen, die der Intuition eine Priorität einräumen. Oftmals wird dabei vorausgesetzt, dass bestimmte Sachverhalte unmittelbar erkannt oder bewiesen werden. Zu unterscheiden sind hauptsächlich Wortverwendungen in der Erkenntnistheorie, der intuitionistischen Ethik und Metaethik sowie ein mathematischer und logischer Intuitionismus.

## Erkenntnistheoretischer Intuitionismus
In der Klassifikation erkenntnistheoretischer Positionen bezeichnet „Intuitionismus“ die Auffassung, dass epistemische, kognitive und ggf. metaphysische Tatsachen unmittelbar einsichtig sind und als Axiome zur Grundlage der weiteren philosophischen Beweisführung dienen können. „Intuition“ kann dabei erkenntnistheoretisch bezogen sein auf ein Wissen aus reiner Vernunft (A-priori-Wissen), unspezifischer auf den Anschein des Bestehens eines Sachverhalts oder allgemeiner auf Zustände, die Sinneserfahrung und Introspektion einschließen.

### Frühe Neuzeit – 17. und 18. Jahrhundert
Die erkenntnistheoretische Position wird üblicherweise verbunden mit René Descartes und Claude Buffier. Die Schottische Schule (Thomas Reid, Dugald Stewart, William Hamilton, Pierre Paul Royer-Collard) knüpft daran an, wobei zunächst dem Skeptizismus von David Hume und später auch dem Sensualismus von Étienne Bonnot de Condillac widersprochen werden soll. Seit dem 19. Jahrhundert wird diese Richtung „Intuitionismus“ genannt, womit auch deren Nachfolger des französischen Eklektizismus bezeichnet werden. Ähnliche Ideen, die ebenfalls in der „schottischen Schule“ rezipiert werden, verfolgen Shaftesbury und Francis Hutcheson, wobei Empfindung und Gefühl als unmittelbare Evidenzen betont werden und dem Empirismus von John Locke entgegenstehen.

### 19. und frühes 20. Jahrhundert

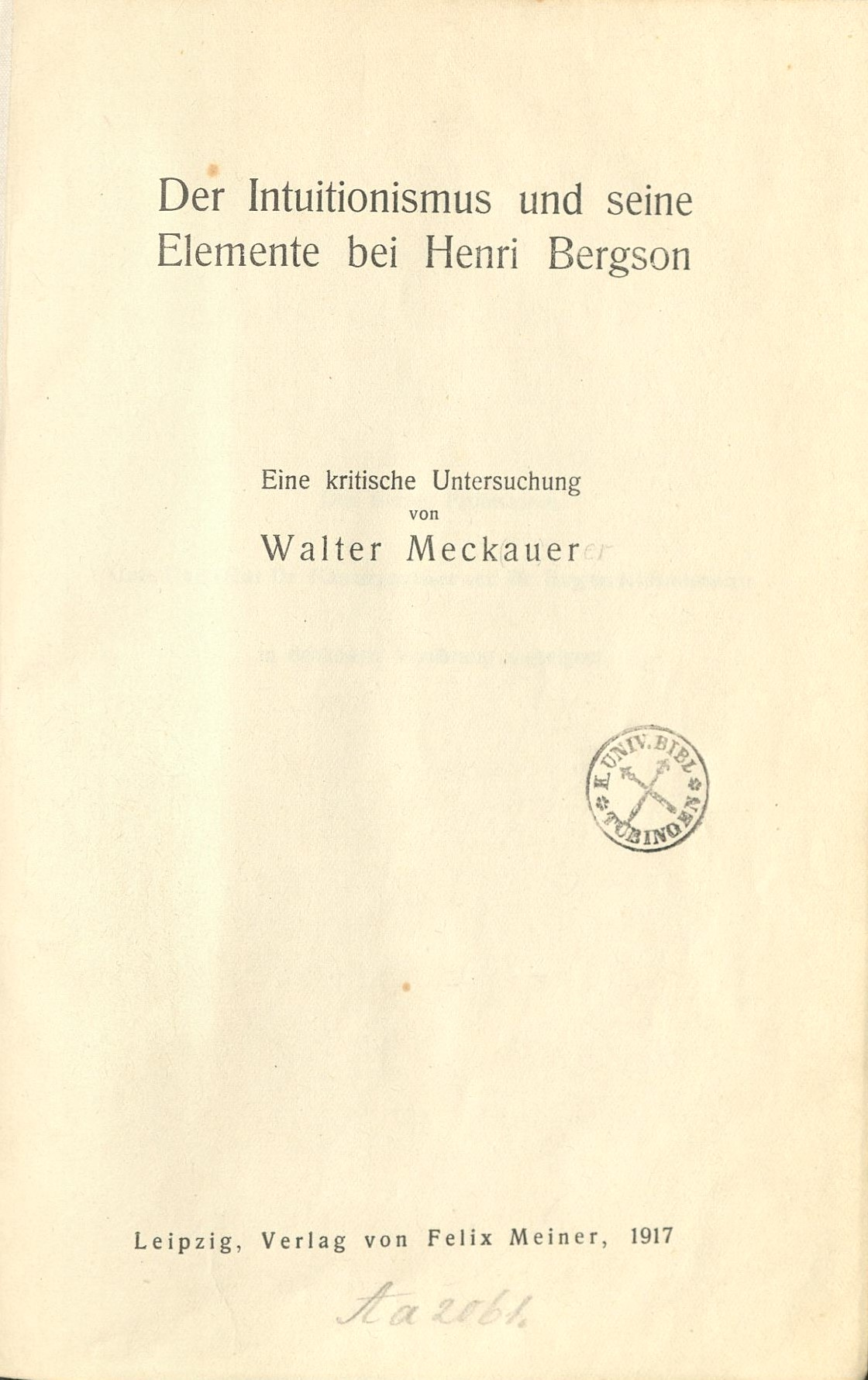
Walter Meckauer: Dissertation (1917)

Seit dem 19. Jahrhundert entsteht eine Strömung ethischer Theoriebildung, welche „Intuitionismus“ als Selbstbezeichnung verwendet.
Bei den Theoretikern des französischen Eklektizismus werden Konzepte der schottischen Schule mit Ideen aus dem deutschen Idealismus verbunden. Zu den Vertretern zählen Victor Cousin, Adolphe Garnier (1801–1864), Théodore Simon Jouffroy und Pierre Janet. Wilhelm Traugott Krug bezeichnet auch Ideen von Friedrich Heinrich Jacobi als „Intuitionismus“. Letzterer ist durch Shaftesbury und Hutcheson und deren Gefühlsorientierung beeinflusst und versucht ebenfalls, gegenüber Locke, Hume, George Berkeley und nunmehr auch Immanuel Kant, einen unmittelbaren Zugang zu metaphysischen Wahrheiten und Gegenständen zu etablieren. In dieser Linie bewegt sich auch der spekulative Idealismus von Friedrich Wilhelm Joseph Schelling, der – gegen Kant und die vorbenannten – an einer intellektuellen Anschauung festhält.
Henri Bergson knüpft an die Ideen des Intuitionismus an und arbeitet den Ansatz weiter aus. Er stellt wissenschaftliche Diskursivität und philosophische „Intuition“ einander gegenüber.
Im Gefolge Bergsons wiederum entwickelt Edmund Husserl seine phänomenologische Methode der Ideation bzw. Wesensschau, die einen unmittelbaren, von wissenschaftlicher Theoriebildung unabhängigen epistemischen Zugang zu Dingen oder Werten an sich annimmt. Max Scheler schließt daran seine Wertphilosophie an.

### Spätes 20. und frühes 21. Jahrhundert
Verschiedenen Positionen wird eine „intuitionistische“ Ausrichtung zugeschrieben, so etwa mit Bezug auf Vladimir Lossky (1903–1958), Martin Heidegger, Knud Ejler Løgstrup und Theodor W. Adorno, die ebenfalls das Element eines unmittelbaren Zugangs zur Wirklichkeit gegenüber betont argumentativ oder rational vermittelten Positionen enthalten oder verteidigen.
Auch in Disziplinen heutiger theoretischer Philosophie wird „Intuitionismus“ als Klassifikationsbegriff verwendet, wobei aber in der Regel keine explizite Kontinuität zu den vorbenannten Positionen vertreten wird.

## Ethischer und metaethischer Intuitionismus
Nach Robert Audi ist in der heutigen Epistemologie der Moral „moralischer Intuitionismus“ ein Sammelbegriff für Positionen, die – anders als Utilitarismus und deontologische Ethik wie diejenige Kants – in folgenden theoretischen Verpflichtungen übereinkommen:
- Es gibt irreduzibel mehrere Prinzipien der Moral. (Dagegen werden in verbreiteten Ausarbeitungen utilitaristischer und deontologischer Ethik, insb. in der kantischen Ethik nur ein oder wenige Moralprinzipien angenommen, aus welchen andere moralische Wahrheiten herleitbar bzw. auf welche diese geltungslogisch zurückführbar sein sollen.)
- Jedes der Moralprinzipien bezieht sich auf einen natürlichen Grund, der eine prima facie Pflicht impliziert.
- Diese Moralprinzipien sind intuitiv wissbar, werden also nicht etwa nur durch Schlussfolgerungen (inferentiell) erfasst.

Wegen der dritten These handelt es sich um eine Variante eines Epistemologischen Fundamentalismus, also einer Theorie, die letzte Fundamente der Wissensbegründung postuliert. Gegenpositionen sind der Empirismus des Utilitarismus, der Rationalismus der kantischen deontologischen Ethik, sowie ferner der Nonkognitivismus.
Einige Autoren unterscheiden naturalistischen und „metaphysischen“ Intuitionismus. Letzterer wird dabei zum Beispiel verstanden als verpflichtet auf die These, dass Ausdrücke wie „gut“ auf „ethische Objekte“ referieren, die menschliches Bewusstsein erfasst, wenn es ethisches Wissen erwirbt.
Der moralische Intuitionismus hat Vorläufer in Henry Sidgwick, George Edward Moore, Max Scheler, William David Ross, Hastings Rashdall (1858–1924), wobei aber Abgrenzungen vorgenommen werden, etwa bei Moore. Gegenwärtige Vertreter sind unter anderem Robert Audi, Noah Lemos (* 1956), Grant C. Sterling, Russ Shafer-Landau (* 1963) und William Donald Hudson.
Gerd Gigerenzer versteht „intuitionistische Ethik“ als Heuristik einfacher und evolvierter Faustregeln zur intelligenten Komplexitätsreduzierung.

## Intuitionistische Mathematik und Logik
Der mathematische Intuitionismus vertritt, dass die Mathematik eine aktiv konstruktive Tätigkeit ist. Alle mathematischen Gegenstände sind Konstrukte, produziert von idealen Mathematikern, die gleichwohl endlich bleiben und damit aktual unendliche mathematische Objekte eigentlich nicht konstruieren können. Um nichtkonstruktive Beweise ausschließen zu können, müssen die Gesetze der Elimination doppelter Negation (non-non-A = A) und des Ausschlusses einer dritten Alternative bei logischen Gegensätzen (A oder non-A) aus der klassischen Logik suspendiert werden. Darum müssen klassische mathematische Theorien wie die Peano-Arithmetik revidiert werden. Während im Bereich der Arithmetik syntaktische Übersetzungen in intuitionistische Aussagen leicht zu bewerkstelligen sind, erhöht der intuitionistische Ansatz in der Analysis und anderen Theorien höherer Mathematik die Komplexität enorm. Gegenpositionen in der Philosophie der Mathematik sind Logizismus (Gottlob Frege: Mathematik ist reduzierbar auf Logik), Formalismus (David Hilbert) oder Prädikativismus (Bertrand Russell). Ein entschiedener Gegner der Reduktion der Mathematik auf die Logik war Anfang des 20. Jahrhunderts auch Henri Poincaré.
L. E. J. Brouwer ist der Begründer des mathematischen Intuitionismus. Der Ausgangspunkt für diesen Intuitionismus (den fregeschen Logizismus zu radikalisieren, die klassische Mathematik zu revidieren und auch verschiedene logische Prinzipien zu verwerfen) ist der Unendlichkeitsbegriff, weil das Unendliche niemals als fertige Gesamtheit (als „aktual Unendliches“, z. B., als gäbe es unendlich viele Zahlen), sondern als bloße Möglichkeit des unbegrenzten Fortschreitens aufzufassen sei (als „potentiell Unendliches“, z. B., insofern man zu jeder natürlichen Zahl eine nachfolgende Zahl angeben kann; siehe auch Finitismus), so dass die Allgemeingültigkeit des Prinzips vom ausgeschlossenen Dritten geleugnet werden müsse, da es in Anwendung auf unendliche Gegenstandsbereiche nicht unbeschränkt gelten könne. Heutige Vertreter sind beispielsweise Anne Troelstra, Dirk van Dalen oder Rudolf Taschner. Aus den vorbenannten Gründen erfordert die konstruktivistische Mathematik eine revidierte Logik. Diese Basis stellt die Intuitionistische Logik bereit. Neben Brouwer waren an der Ausarbeitung intuitionistischer Logiksysteme unter anderem beteiligt Andrei Kolmogorow, Errett Bishop, Arend Heyting, Gerhard Gentzen, Stephen Cole Kleene, Kurt Gödel, Saul A. Kripke, Paul Lorenzen und Michael Dummett. Auch der aus der Hilbert-Schule stammende Mathematiker Hermann Weyl stand zeitweise dem Intuitionismus nahe und löste 1921 eine Debatte zwischen Intuitionisten und der Hilbert-Schule aus (Grundlagenkrise der Mathematik).

## Sonstige Wortverwendungen
Von „intuitionistischen“ Positionen hat man auch gesprochen mit Bezug auf Pawel Alexandrowitsch Florenski und Nikolai Lossky sowie Martin Heidegger, bei letzterem mit Bezug auf seine Rationalitätskritik und die Annahme eines unmittelbaren „Zuspruch[s] des Seins“, der jeder „Verdinglichung“ von einzelnem Seienden voraus geht. Auch die auf „Vollzugswissen“ beruhende Empraxis steht für eine spezifisch intuitionistische Position.